# Calliactis tricolor
Calliactis tricolor är en havsanemonart som först beskrevs av Le Sueur 1817.  Calliactis tricolor ingår i släktet Calliactis och familjen Hormathiidae. Inga underarter finns listade i Catalogue of Life.